# FS ALb 80
L'autorail FS ALb 80 est un autorail monocaisse à moteur essence conçu et construit par Fiat Ferroviaria pour le transport de voyageurs sur le réseau des FS Ferrovie dello Stato et d'autres sociétés de chemin de fer dans les années 1930. Les FS ont disposé de 10 unités dont 5 ont reçu un moteur diesel en 1942. En 1948, les 5 seules unités ayant survécu aux bombardements alliés ont été transformées pour être alimentées au gaz méthane. 

## Histoire
Les Chemins de fer italiens (FS) ont très tôt utilisé des autorails pour le transport de voyageurs sur de courtes distances mais également sur de longs trajets. Pour faire face à la croissance du nombre de voyageurs sur certaines lignes, les rames FS ALb 64 n'offrant pas une capacité suffisante, les FS ont commandé 10 unités de 80 places.
Fiat Ferroviaria va livrer les 10 exemplaires, 4 en 1933 et 6 en 1934 qui ont été immatriculés FS ALb 80.101 à 110.
En 1934, les services de la Poste Italienne réclament un compartiment indépendant pour la sécurité des envois postaux. Les 10 autorails sont modifiés en conséquence et le nombre de places est ramené à 72, sans que la dénomination soit modifiée.
En 1942, une seconde transformation plus complète voit leur moteur remplacé par des moteurs diesel Fiat 355C et seront ré-immatriculés ALn 80.1101 à 1105.
Après la fin de la Seconde Guerre mondiale, en 1948, les FS ont pu remettre en état seulement 5 des 10 autorails ALb 80 qui ont été transformés pour être alimentés au gaz méthane.

## Technique
L'autorail ALb 80 (code usine FIAT 004C) dispose d'une caisse de 22,816 m, soit un allongement supplémentaire de 4,5 m par rapport à l'ALb 64. L’empattement entre bogies est porté à 15,500 m et l'empattement du bogie passe de 2,800 à 3,000 m. Pour faire face à l'augmentation de la masse en déplacement, Fiat Ferroviaria a doublé la motorisation sur ce modèle, la disposition des essieux devenant alors (1A)(A1) et la vitesse commerciale passe à 130 km/h. Fiat livra aux FS 10 exemplaires : 4 en 1933 et 6 en 1934 qui ont surtout été utilisés sur la ligne montagneuse reliant Vintimille à Oulx.

Vu le succès remporté en Italie par ces autorails à la fiabilité exemplaire sur une ligne de montagne très difficile, des compagnies étrangères demandèrent qu'une visite de démonstration des capacités sur leur réseau soit organisée. Deux autorails FS ALb 80 effectuèrent entre 1933 et 1934, deux voyages de démonstration dans ces pays. Le premier traversa la Suisse, l'Autriche, la Tchécoslovaquie et la Hongrie, le second alla en Russie en passant par Moscou, Leningrad (Saint Petersburg) et enfin Sotchi sur la Mer Noire. Un article de journal de Lorenzo Bertolin relate en détail l'évènement sur la revue "iTreni" n° 46 de janvier 1985. Pour rouler sur le réseau russe dont l'écartement est plus large de 89 mm par rapport au standard UIC, les techniciens italiens de Fiat Ferroviaria ont dû intervenir en gare de Negoreloïe (aujourd'hui en Biélorussie) pour remplacer les bogies.

## Les versions étrangères
À la suite de cette campagne exceptionnelle, les chemins de fer russes ont commandé de nombreux exemplaires de cet autorail, naturellement adapté aux conditions locales qui fera l'objet du projet code usine FIAT 023. Les ALb 80 russes reprennent la même structure que la version italienne de 1934, même motorisation mais adaptée aux conditions climatiques et 72 places assises incluant un compartiment postal. L'écartement étant augmenté à 1.524 mm, conformément au réseau russe.
Comme l'URSS, plusieurs pays ont acquis ce modèle dont l'aspect a été modifié à la demande :

### Espagne

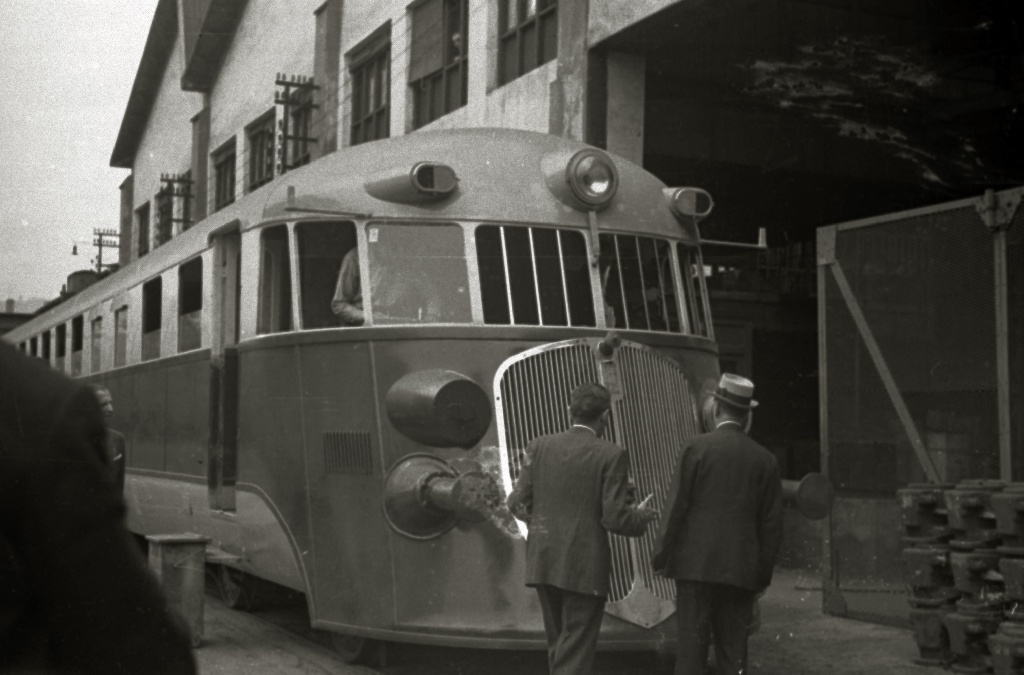
Autorail Fiat ALb 80 assemblé par CAF

Au total, ce sont 24 exemplaires qui ont circulé sur les réseaux espagnols. 6 exemplaires ont été commandés par la "Compañía de los Caminos de Hierro del Norte" (CCHN) et 6 par la "Compañía de los Ferrocarriles de Madrid a Zaragoza y Alicante" (MZA) en 1934. Les deux compagnies avaient passé une seconde commande de la même quantité en 1940/41 et ont été intégrées dans la Renfe après la fin de la guerre civile espagnole. A la demande des autorités espagnoles, ces 12 autorails supplémentaires ont été assemblés en Espagne par la société CAF, sous licence. Ces autorails, homologués pour une vitesse de 105 km/h, étaient dotés de 2 moteurs Fiat 357 développant 145 ch chacun. Les extrémités étaient très différentes des modèles italiens avec une face très inclinée et aérodynamique. La largeur était adaptée, comme pour les modèles russes, à l'écartement large du réseau espagnol. Les ALb 80 Litorinas espagnols comportaient 92 places assises, 26 en 1ère classe et 66 en seconde, chaque rangée comportant 5 places vu la largeur de la caisse.
Ces 24 rames ont bénéficié d'un revamping entre 1961 et 1964 avec le remplacement des moteurs d'origine et la suppression de la 1ère classe pour augmenter la capacité jusqu'à 88 places. Ces rames ont été radiées par la Renfe en 1973 dont un exemplaire est conservé au Musée del Ferrocarril de Madrid.

### Brésil
- Origine du projet

Fiat Ferroviaria avait lancé l'étude dès 1934 d'une version destinée à devenir une rame à grande vitesse composée de deux motrices et une remorque centrale articulées (type Jakobs, similaire aux TGV français actuels) équipée de deux moteurs diesel V12 Fiat type V1612 suralimentés, développant une puissance totale de 900/1000 ch (292 kW) à 1.500 tr/min, propulsant la rame à plus de 160 km/h. Le premier exemplaire de cette nouvelle rame automotrice mesurant 60,50 mètres de longueur, baptisée FS ATR.100 a été homologué par les FS le 12 novembre 1936. Les FS ont disposé de 9 unités sur la ligne Turin-Milan-Venise-Trieste.
Sur commande des FS, Fiat Ferroviaria mis au point une version de grand luxe avec seulement les deux motrices d'extrémité. Cette rame, baptisée ATS 1 mesurait 43 mètres de longueur et disposait de deux moteurs Fiat développant une puissance totale de 561 kW assurant une vitesse commerciale de 135 km/h. Cette rame a été fabriquée en deux exemplaires dont un destiné au Roi Farouk 1 d'Egypte. 
- La version brésilienne Fiat 032[2]

En 1937, la compagnie brésilienne "Estrada de Ferro Central do Brasil", prend livraison de 5 exemplaires d'une version particulière de l'ALn 80 Fiat (032), semblable à l'ATS 1, une rame automotrice composée de deux motrices jumelées articulées constituant une rame de 30,00 mètres de longueur, offrant 63 places en 1ère classe uniquement, équipée de deux moteurs de 145 ch chacun assurant une vitesse commerciale de 85 km/h, homologation en fonction de la qualité des voies ferrées locales.  
En 1943, en raison du manque de fourniture de carburant, la compagnie a décidé de remplacer les moteurs traditionnels par des gazogènes.

## La variante grand luxe ALn 40
Les autorails FS ALn 40 reprenaient la base des FS ALn 80 mais avec quelques modifications. La caisse était plus longue de 70 cm et l'implantation des fenêtres était en relation avec l'aménagement intérieur dont le nombre de places assises comprenait 40 fauteuils avec dossier réglable. La rame disposait d'une cuisine destinée à confectionner tous les repas à bord servis à la place. À l'époque, il n'était pas question de servir des plateaux repas dans un train de grand luxe. La rame comprenait 17 fauteuils en 1ère classe avec une distance entre eux de 1,70 mètre et 23 fauteuils en 2e classe avec une distance entre eux de 1,64 mètre. (ces valeurs sont à comparer avec celles du TGV français en 1re classe qui est actuellement (2019) de 1,44 mètre!). La rame était divisée en deux compartiments, un par classe avec des toilettes indépendantes pour chaque compartiment.
L'autorail « ALn 40 »  est la dernière évolution des autorails de la gamme Fiat Littorina construits par Fiat Ferroviaria sur les indications du « Service Matériels et Traction des FS-Ferrovie dello Stato ». La caisse était composée d'une structure tubulaire soudée qui reposait directement sur deux boggies. Aux extrémités on trouvait les dispositifs d'accrochage avec des tampons. Ces rames ont été transformées dans les années 1950 pour fonctionner en unités multiples couplées.

## La version diesel FS ALn 80
En 1942, une seconde transformation plus complète de 5 des 10 rames en service est décidée. Ces rames bénéficieront aussi du remplacement de leur moteur essence Fiat 255 par des moteurs diesel Fiat 355C. Les 5 rames seront ré-immatriculés ALn 80.1101 à 1105.
Toutes les rames FS ALn 80 ont été radiées et démolies durant l'année 1966.